# Censo de los Estados Unidos de 1850
El censo de los Estados Unidos de 1850 fue el séptimo censo realizado en Estados Unidos. Se llevó a cabo el 1 de junio de 1850 y dio como resultado una población de 23 191 876 personas, de las cuales 3 204 313 eran esclavos.

## Realización
El trabajo de realizar el censo fue asignado por el Congreso de los Estados Unidos al Cuerpo de Alguaciles de Estados Unidos. Este fue el primer censo en recolectar los datos de cada persona en lugar de hacerlo por familia. De todas las personas libre se tenía que obtener la siguiente información:
- Nombre
- Edad
- Sexo
- Raza (blanco, negro o mulato)
- Profesión u ocupación en caso de ser un varón de más de 15 años
- Valor de sus propiedades inmobiliarias
- Lugar de nacimiento (estado, territorio o país en caso de ser extranjero)
- Informar si se había casado en el último año
- Informar si había asistido a la escuela en el último año
- Informar si tenía más de 20 años y era analfabeta
- Informar si la persona era sorda, muda, ciega, idiota, loca, pobre o presidiaria

De los esclavos se debía obtener la siguiente información a través de sus dueños:
- Nombre del dueño del esclavo
- Número de esclavos
- Edad, sexo y raza de cada esclavo
- Número de esclavos que se han fugado
- Número de esclavos que se han emancipado
- Informar si eran sordos, mudos, ciegos, locos o idiotas

### Controversia de los datos de Utah
En el Territorio de Utah el censo se llevó a cabo en 1851. El encargado de su aplicación fue el secretario territorial Broughton Harris, sin embargo, en la práctica el censo fue realizado por Brigham Young, líder de la iglesia mormona. En esa época los mormones buscaban crear en la región su propio estado bajo el nombre de Deseret. Para conseguir el establecimiento del estado los mormones consideraron que era necesario ocultar cualquier evidencia de esclavitud en el territorio, pues en el gobierno federal existían preocupaciones respecto a la expansión de los estados proesclavistas hacia el oeste. El censo realizado por los mormones informaba que solo existían 26 esclavos, los cuales todos sólo estaban de paso para ser vendidos en California.
El secretario territorial Broughton Harris afirmó que existían diversas irregularidades en el censo realizado por Young y se negó a certificarlo como válido. El conflicto entre los representantes del gobierno regional y los mormones respecto a que autoridad debía prevalecer llevó a que en septiembre de ese año Harris abandonara el territorio junto a los jueces de la Suprema Corte de Utah Perry Brocchus y Lemuel Brandenbury. Estas disputas a la larga desmbocaron en la Guerra de Utah. Estudios posteriores del censo concluyeron que, aparte de los 26 esclavos enviados a California, en Utah existían más de medio centenar de esclavos y se había intentado ocultar su presencia anotando su nombre en las listas de hombres blancos libres.

### Datos de California
San Francisco (inmersa en un gran crecimiento demográfico y con graves problemas de seguridad debido a la Fiebre del oro de California) sufrió varios incendios seguidos, el primero el 24 de diciembre de 1849 y otros el 4 de mayo y el 15 de junio de 1850. Destruyéndose los datos censales de la ciudad (21 000 habitantes) y de los condados de Contra Costa (722 habitantes) y Santa Clara  (3 502 habitantes). La población total del estado en 1850 sería de unos 117 500 habitantes, California realizó un nuevo censo en 1852, dando como resultado 264 436 habitantes.34 776 en San Francisco. 

## Resultados
| Posición | Estado                     | Población |
| -------- | -------------------------- | --------- |
| 1        | Nueva York                 | 3 097 394 |
| 2        | Pensilvania                | 2 311 786 |
| 3        | Ohio                       | 1 980 329 |
| 4        | Virginia                   | 1 421 661 |
| 5        | Tennessee                  | 1 002 717 |
| 6        | Massachusetts              | 994 514   |
| 7        | Indiana                    | 988 416   |
| 8        | Kentucky                   | 982 405   |
| 9        | Georgia                    | 906 185   |
| 10       | Carolina del Norte         | 869 039   |
| 11       | Illinois                   | 851 470   |
| 12       | Alabama                    | 771 623   |
| 13       | Misuri                     | 682 044   |
| 14       | Carolina del Sur           | 668 507   |
| 15       | Misisipi                   | 606 526   |
| 16       | Maine                      | 583 169   |
| 17       | Maryland                   | 583 034   |
| 18       | Luisiana                   | 517 762   |
| 19       | Nueva Jersey               | 489 555   |
| 20       | Míchigan                   | 397 654   |
| 21       | Connecticut                | 370 792   |
| 22       | Nuevo Hampshire            | 317 976   |
| 23       | Vermont                    | 314 120   |
| 24       | Wisconsin                  | 305 391   |
| 25       | Texas                      | 212 592   |
| 26       | Arkansas                   | 209 897   |
| 27       | Iowa                       | 192 214   |
| 28       | Rhode Island               | 147 545   |
| 29       | California                 | 92 597    |
| 30       | Delaware                   | 91 532    |
| 31       | Florida                    | 87 445    |
| 32       | Territorio de Nuevo México | 61 547    |
| 33       | Distrito de Columbia       | 51 687    |
| 34       | Territorio de Oregón       | 12 093    |
| 35       | Territorio de Utah         | 11 380    |
| 36       | Territorio de Minnesota    | 6 077     |
| 37       | Territorio de Washington   | 1 201     |

## Ciudades más pobladas
| Posición | Ciudad             | Estado               | Población |
| -------- | ------------------ | -------------------- | --------- |
| 1        | Nueva York         | Nueva York           | 515 547   |
| 2        | Baltimore          | Maryland             | 169 054   |
| 3        | Boston             | Massachusetts        | 136 881   |
| 4        | Filadelfia         | Pensilvania          | 121 376   |
| 5        | Nueva Orleans      | Luisiana             | 116 375   |
| 6        | Cincinnati         | Ohio                 | 115 435   |
| 7        | Brooklyn           | Nueva York           | 96 838    |
| 8        | San Luis           | Misuri               | 77 860    |
| 9        | Spring Garden      | Pensilvania          | 58 894    |
| 10       | Albany             | Nueva York           | 50 763    |
| 11       | Northern Liberties | Pensilvania          | 47 223    |
| 12       | Kensington         | Pensilvania          | 46 774    |
| 13       | Pittsburgh         | Pensilvania          | 46 601    |
| 14       | Louisville         | Kentucky             | 43 194    |
| 15       | Charleston         | Carolina del Sur     | 42 985    |
| 16       | Búfalo             | Nueva York           | 42 261    |
| 17       | Providence         | Rhode Island         | 41 513    |
| 18       | Washington         | Distrito de Columbia | 40 001    |
| 19       | Newark             | Nueva Jersey         | 38 894    |
| 20       | Southwark          | Pensilvania          | 38 799    |